# Wohn- und Geschäftshaus Hermann Knötzsch
Das Wohn- und Geschäftshaus von Hermann Knötzsch steht in der Schildenstraße 17 in der Gemarkung Radebeul der sächsischen Stadt Radebeul. In diesem befand sich ursprünglich Knötzsch's Weinrestaurant.

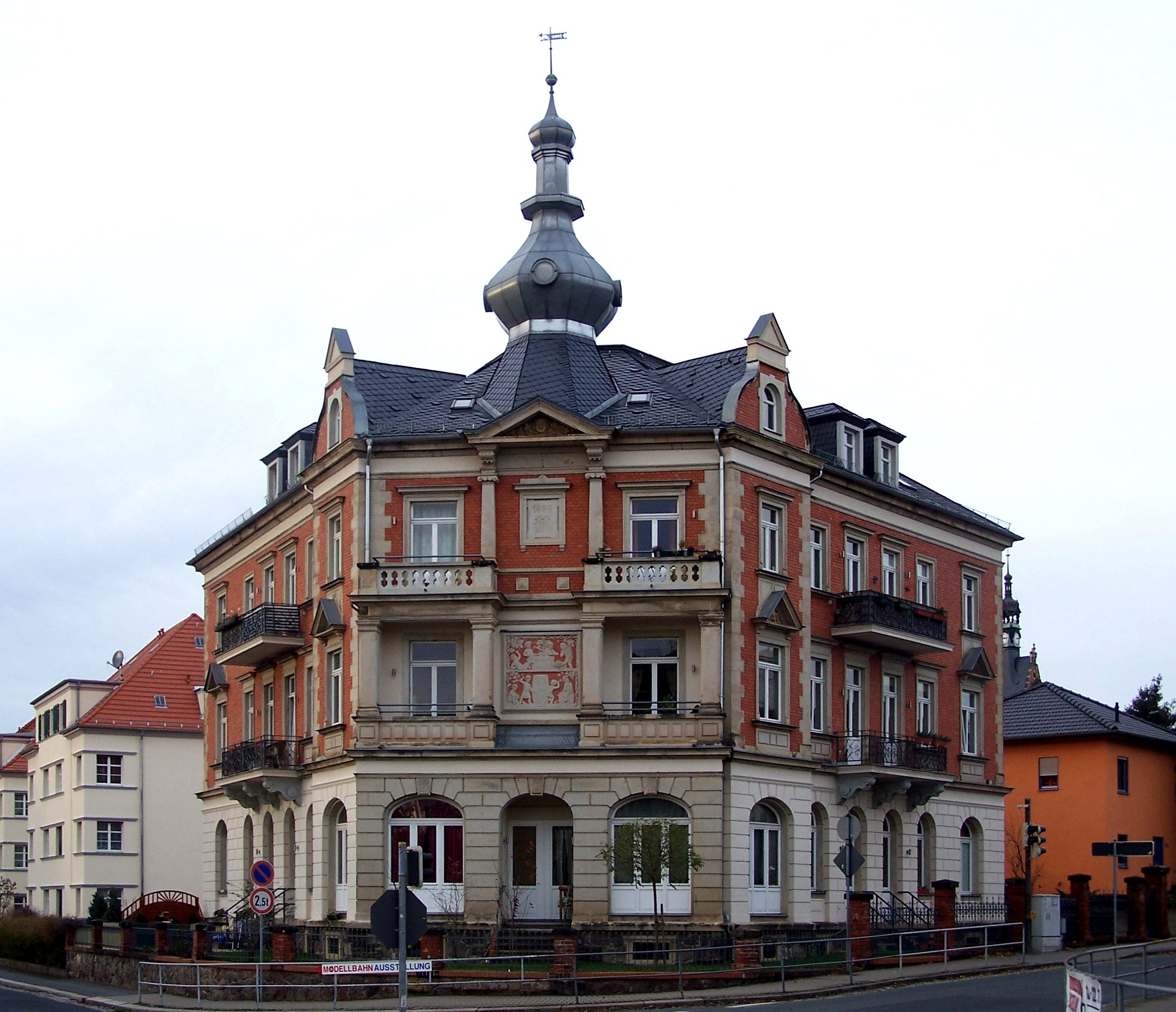
Knötzsch’s Weinstuben

## Beschreibung

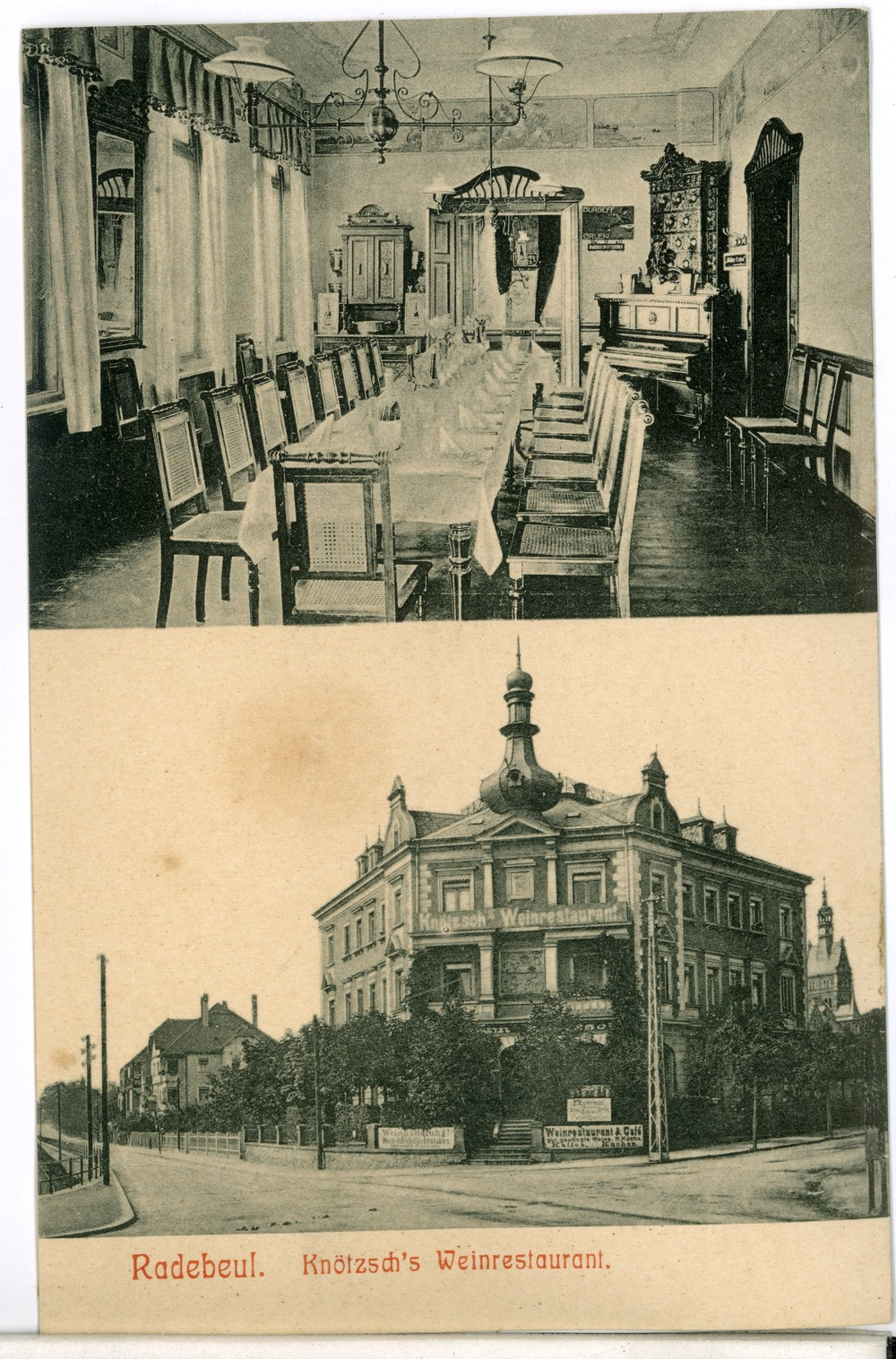
Knötzsch's Weinrestaurant 1908

Das dreigeschossige, denkmalgeschützte Mietshaus, ehemals ein Wohn- und Geschäftshaus mit einem Restaurant, ist ein freistehendes, „städtisch anmutendes“ Mehrfamilienwohnhaus auf einem spitz verlaufenden Eckgrundstück. Diagonal über die Kreuzung liegt das ähnlich dimensionierte Wohn- und Geschäftshaus Pestalozzistraße 16. Das Gebäude steht auf einem Backsteinsockel mit flachen, sandsteingefassten Kellerfenstern; obenauf hat der Bau ein schiefergedecktes, flaches Walmdach.
Der wegen der beiden anliegenden Straßen zweiflügelige Bau zeigt zur Straßenecke hin eine breite, verbrochene Ecke in einem stark gegliederten Eckrisalit. Auf diesem saß ehemals ein Zwiebeltürmchen, welches jüngst wieder ergänzt wurde. Mittig in der Ecke befand sich in einer Korbbogennische der heute rückgebaute Eingang in das frühere Weinrestaurant. Über diesem findet sich im ersten Obergeschoss ein Relief, das Böttcherei und Weinkelterei durch Kinderfiguren symbolisiert. Darüber befindet sich im zweiten Obergeschoss eine Tafel mit dem verschlungenen Monogramm HK für den Bauherrn Hermann Knötzsch sowie der Datierung auf 1899. Dies wird bekrönt durch einen flachen, von ionischen Pilastern getragenen Dreiecksgiebel; hinter diesem ragt dann das mehrgliedrige Zwiebeltürmchen auf. In den beiden breiten Fensterachsen der Obergeschosse beidseits der Mitte finden sich Austritte, im ersten Stock als Loggia, im zweiten Stock als Altan. Über den den Risalit zu den Straßenfronten hin abschließenden Fensterachsen befinden sich geschwungene Giebel. In den Straßenfassaden sitzen vor beiden Obergeschossen Balkone mit schmiedeeisernen Ziergittern.
Das Hochparterre ist aus genuteten Sandstein-Werksteinen aufgefügt. Die Obergeschosse bestehen aus rotem Blendziegel-Mauerwerk, das durch aufgefügte Sandstein-Ecklisenen gefasst wird. Auch die Fenster werden durch Sandsteingewände eingefasst; über diesen sitzen horizontale beziehungsweise Dreiecksverdachungen.
Die Einfriedung des Vorgartens besteht aus einem Lanzettzaun zwischen gemauerten Pfeilern auf einer Bruchsteinmauer.

## Geschichte

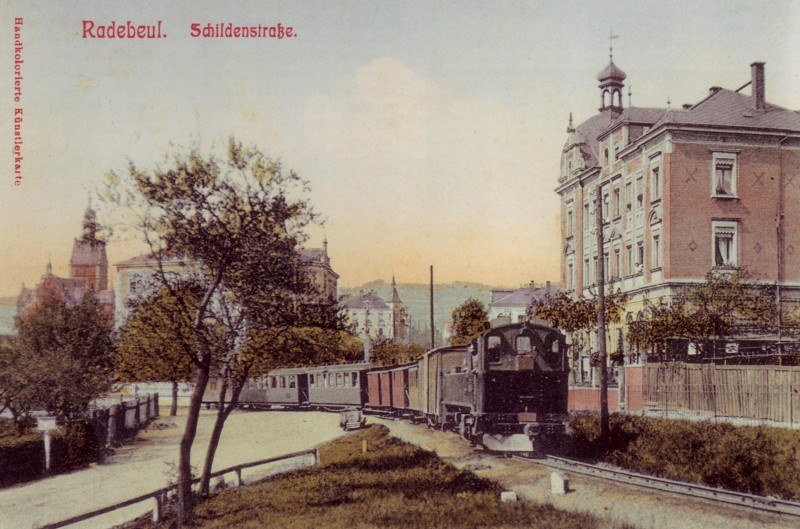
Ein Reisezug der Radebeuler Schmalspurbahn (um 1910). Bildmitte hinter dem Baum: Knötzsch's Weinrestaurant, links daneben die Lutherkirche, rechts die Pestalozzistraße 16

Der Böttchermeister Hermann Knötzsch stellte im Juli 1898 den Bauantrag, dessen Entwurf vom Architekten Carl Käfer stammte. Die Baugenehmigung erging im März 1899. Die Gasträume befanden sich im Hochparterre, der ehemalige Restauranteingang befand sich auf der Ecke, die heute im Zuge des Umbaus zu einer Wohnung geschlossen ist.
Ob in diesem Zusammenhang der Weinausschank Schildenstraße 13 als Eiskeller von Knötzsch's Weinrestaurant entstanden ist, ist noch unklar.
Das Gebäude wurde im Jahr 2006 saniert.